# Dunn Spur
Il Dunn Spur, (in lingua inglese: Sperone Dunn), è un prominente sperone roccioso antartico che si stacca dal Monte Blackburn e si estende per 9 km lungo il fianco settentrionale del ghiacciaio Van Reeth, nei Monti della Regina Maud, in Antartide.

## Storia
Lo sperone è stato mappato dall'United States Geological Survey (USGS) sulla base di rilevazioni e foto aeree scattate dalla U.S. Navy nel periodo 1960-64.
La denominazione è stata assegnata dall'Advisory Committee on Antarctic Names (US-ACAN) in onore di Thomas H. Dunn, membro dell'equipaggio dei voli di ricognizione fotografica della squadriglia VX-6 della U.S. Navy durante l'Operazione Deep Freeze nel 1964, 1966 e 1967.